# Latina Calcio 1932

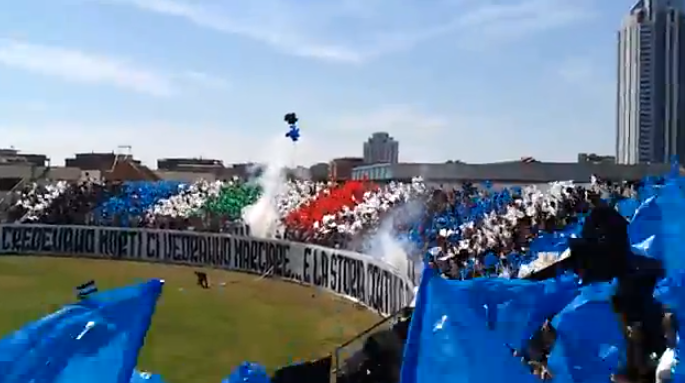
Coreografía de la hinchada del Latina en el Estadio Domenico Francioni.

El Latina Calcio 1932 es un club de fútbol de Italia, con sede en Latina, en Lacio. Fue fundado en 1945 y refundado varias veces. Compite en la Serie C, tercera categoría del fútbol italiano.

## Historia
El equipo se fundó en el año 1945 y ha sido refundado en varias ocasiones hasta el 2009, logrando varios ascensos, como en alcanzar la tercera división por primera vez en 29 años, y en el 2012/13 logra ascender a la Serie B.
Durante las últimas dos temporadas en segunda división para el Latina, hubo dos salvaciones sufridas, ambas conseguidas en la última fecha de los campeonatos de Serie B 2014-15 y  2015-16. Posteriormente, en noviembre de 2016, Pasquale Maietta (gerente del Latina Calcio, desde la reorganización del Virtus Latina) renunció como presidente después de la investigación judicial "Olimpia", en la cual estaba inmerso, dejando su cargo al vicepresidente Antonio Aprile; este guía la institución hasta el 28 de diciembre de 2016, cuando la venta de todo el paquete de acciones se dio en favor del empresario Angelo Ferullo, quién después de muchas negociaciones se niega y deja al Latina en manos de Benedetto Mancini.
El 9 de marzo de 2017, el Tribunal de la ciudad de Latina decretó la quiebra de la institución, permitiendo de forma provisional concluir la temporada de Serie B 2016-17. El 18 de abril de 2017 la institución fue llevada a subasta por Mancini, por la cifra de 682 000 euros, con el nombre de Mens Sana Latina. Posteriormente, sin embargo, Mancini no logró concretar ninguna venta, y en subastas posteriores ningún otro empresario presentó ofertas para hacerse cargo de la institución. El equipo, durante la temporada 2016-17, después de haber acumulado un total de cuatro puntos de penalización,  fue relegado a la Serie C con tres jornadas de antelación a la culminación del campeonato. Sin embargo, el 24 de mayo de 2017, con la última subasta, en la cual no hubo ofertas, el Tribunal decretó el fracaso del Latina, y con ello, le negó la inscripción en la temporada siguiente de la Serie C. Fue así admitido en la Serie D.

## Palmarés

### Torneos interregionales
- Lega Pro Seconda Divisione (1): 2010-11 (Grupo C)
- Copa Italia de la Lega Pro (1): 2012-13
- Serie D (3): 1968-69 (Grupo F), 1972-73 (Grupo F), 1976-77 (Grupo F)
- Campionato Interregionale (1): 1985-86 (Grupo G)
- Promozione (1): 1948-49 (Grupo I)

### Torneos regionales
- Prima Divisione Lazio (1): 1956-57
- Prima Categoria Lazio (1): 1964-65 (Grupo B)
- Promozione Lazio (1): 2007-08 (Grupo C)
- Eccellenza Lazio (1): 2008-09 (Grupo B)